# گرگ بیکر
گرگ بیکر (انگلیسی: Greg Baker؛ زادهٔ ۱۶ آوریل ۱۹۶۸) یک هنرپیشه اهل ایالات متحده آمریکا است.